# Juan Francisco García Mac-Vicar
Juan Francisco García Mac-Vicar (La Serena, 12 de febrero de 1979) es un ingeniero comercial de la Universidad de La Serena y político chileno, gobernador de la Provincia de Elqui de la Región de Coquimbo desde 2012 hasta 2014. Fue el Secretario Regional Ministerial de Agricultura para la Región de Coquimbo.
Se desempeñó como asesor de la Subsecretaría de Desarrollo Regional del Gobierno Regional entre el 2010 y 2011, como SECPLAN de la Municipalidad de Conchalí, en el mismo cargo en la Municipalidad de Los Vilos y posee experiencia en el mundo privado, incluyendo su labor en la Superintendencia de Desarrollo Organizacional de Minera Escondida.